# Phryxe electa
Phryxe electa är en tvåvingeart som beskrevs av Robineau-desvoidy 1863. Phryxe electa ingår i släktet Phryxe och familjen parasitflugor.
Artens utbredningsområde är Frankrike. Inga underarter finns listade i Catalogue of Life.